# 이사이 슈어
이사이 슈어(독일어: Issai Schur, IPA: [ʃuːɐ̯], 히브리어: יִשַׁי שׁוּר 이샤이 슈르, 러시아어: Иса́й Шур 이사이 슈르[*], 1875년 1월 10일~1941년 1월 10일:p. 45.)는 러시아 제국 태생의 수학자이다. 독일에서 생애 대부분을 보냈다.

## 생애
러시아 제국(오늘날 벨라루스) 마힐료우에서 유대인 가정에 태어났다. 아버지는 모제스 슈어(독일어: Moses Schur)였고, 어머니는 골데 란다우(독일어: Golde Landau)였다. 1888년에 (슈어가 13세일 때) 슈어 가족은 당시 러시아 제국에 속해 있던 라트비아 리예파야로 이사하였고, 슈어는 여기서 1888년~1894년까지 니콜라이 김나지움(독일어: Nicolai Gymnasium)에 다녔다. 이 김나지움에서 강의는 독일어로 진행되었고, 김나지움에 다니면서 슈어는 독일어를 능숙하게 구사할 수 있게 되었다.
1894년 베를린 훔볼트 대학교에 입학하여 수학과 물리학을 공부하였고, 1901년에 페르디난트 게오르크 프로베니우스 아래 박사 학위를 수여받았다. 1903년에 베를린 훔볼트 대학교 조교수가 되었다. 1911년~1916년 동안 본 대학교 수학 교수로 있었고, 1919년 베를린 훔볼트 대학교 정교수가 되었다.
1933년에 나치 당이 정권을 잡고, 반유대주의 정책을 펴자, 유대인인 슈어는 여러 방면으로 핍박받기 시작했다. 1933년 4월 1일은 "유대인 보이콧의 날"이었고, 이 날에 유대인 교수들은 대학교에 들어오는 것이 금지되었다. 이 날, 유명한 수학자이자 열성적인 나치 당원이었던 루트비히 비버바흐는 "절친한 친구이자 동료 슈어가 오늘 참석하지 못한 것이 기쁜 오늘날의 유일한 흠이군요."라고 말했다. 1933년 4월 7일에 나치 독일 정부는 모든 유대인 교수의 강제 퇴임을 명하였고, 슈어도 퇴임 대상에 포함되었다. 동료 교수들의 거센 항의 탓에 잠시 복직되었지만, 1935년 결국 영구적으로 퇴임당했다. 세계의 다른 수학자들은 슈어를 독일에서 이민하도록 설득하였지만, 스스로를 독일인으로 여겼고, 조국에 애국심이 강했던 슈어는 이민을 강하게 반대하였다.
슈어는 해고된 뒤 4년 동안 버텼으나, 1939년 결국 슈어는 당시 영국 위임통치령 팔레스타인에 속했던 텔아비브로 망명하였다 빈곤 속에서 슈어는 소유한 책들을 프린스턴 고등연구소에 팔아야만 했다. 2년 동안 궁핍한 생활을 계속한 뒤, 1941년 66세 생일에 심근 경색으로 사망하였다.

## 출판물
- Schur, Issai (1968),  Grunsky, Helmut, 편집., 《Vorlesungen über Invariantentheorie》, Die Grundlehren der mathematischen Wissenschaften 143, Berlin, New York: Springer-Verlag, ISBN 9780387041391, MR 0229674
- Schur, Issai (1973),  Brauer, Alfred; Rohrbach, Hans, 편집., 《Gesammelte Abhandlungen》, Berlin, New York: Springer-Verlag, ISBN 978-3-540-05630-0, MR 0462891

## 참고 문헌
1. ↑  Ledermann, Walter, and Neumann, Peter M.; "The Life of Issai Schur through Letters and Other Documents", in Joseph, Melnikov, Rentschler (2003)

- Curtis, Charles W. (2003). 《Pioneers of Representation Theory: Frobenius, Burnside, Schur, and Brauer》. History of Mathematics. Providence, R.I.: American Mathematical Society. ISBN 978-0-8218-2677-5. MR 1715145.
- Joseph, Anthony; Anna Melnikov, Rudolf Rentschler (2003). 《Studies in memory of Issai Schur》. Progress in Mathematics 210. Boston, MA: Birkhäuser Boston. ISBN 978-0-8176-4208-2. MR 1985184.